# Sky my husband !
Sky my husband ! est un jeu de société créé par Guillaume Blossier et Jean-Loup Chiflet en 2004 et édité par Cocktailgames.

## Règle du jeu

### Matériel
- 46 cartes "Expression" avec 5 questions sur chaque face
- 2 cartes de règle du jeu

### But du jeu
Trouver l'expression anglaise à partir de la traduction française.

### Déroulement
On peut jouer en équipe ou individuellement. Un joueur pioche une carte et lit la première expression. Si le(s) joueur(s) ne trouve(nt) pas la réponse, le joueur lit le premier indice puis le deuxième si la réponse n'est pas trouvée.
Le joueur lit la deuxième expression jusqu'à la cinquième.
Le joueur ou l'équipe qui trouve la réponse marque un point.

### Fin de partie et vainqueur
La partie s'arrête quand un joueur ou une équipe atteint le nombre de points décidé au début du jeu.